# Бои под Кольно (1920)
Бои под Кольно (польск. Bitwa pod Kolnem (1920)) — боевые действия на заключительном этапе Варшавской битвы отступавших частей советских 4-й армии и 3-го конного корпуса с польскими войсками, стремившимися перерезать им отход на восток.

Карта местности.

После прорыва фронта Красной Армии у Вепша и выхода польских дивизий к Нареву части советских 4-й армии и 3-го конного корпуса Г. Д. Гая вынуждены были прорываться с нижней Вислы на восток. Разгром 23 августа польской Сибирской бригады при Хожеле позволил им продолжить отступление к Мышинцу вдоль польско-германской границы.
```
Начиная с местечка Хожеле на единственную дорогу 4-й армии стали выходить с юга обозы 15-й и 3-й армий, которая и оказалось забитой учреждениями трех армий на десятки километров, что повело к постоянным задержкам и медлительности движения. Прикрытие этой массы обозов с юга возложено было на 18-ю стрелковую дивизию дивизию, но ввиду неосведомленности частей и самих обозов, при появлении на флангах даже своих частей вело к панике и уходу отступающих войск и обозов за границу. — 
Доклад наштадива 12-й стр. начальнику полевого штаба реввоенсовета.
```

С рассветом 24 августа 15-я дивизия корпуса стала отступать по северному шоссе, а 10-я — по южной дороге через Збунек и Видмусы. Около 10 часов утра авангард корпуса наткнулся на полк противника у деревни Юшкуны. 15-я дивизия атаковала с севера и фронта, а 10-я обходила с правого фланга, что позволило оттеснить поляков к Мышинцу, где последние были обстреляны подоспевшей артиллерией трёх батарей 53-й пехотной дивизии. После четырёхчасового боя противник, потеряв тысячу пленными и 8 пулемётов отошёл к деревне Домброва, преследуемый конниками 15-й дивизии, а затем интернировался в Восточной Пруссии.
В 17 часов после получения донесения дозоров о подходе с юга польской дивизии комкор Гай принял решение: в связи с нехваткой боеприпасов не вступать в бой и продолжить отход в направлении Кольно. Подошедшая польская дивизия начала бой с арьергардом 10-й дивизии, заставив её перейти на северную дорогу. Бывшие при корпусе деморализованные части 53-й дивизии, не приняв боя, ушли за германскую границу.
В 6 часов утра 25 августа корпус начал наступление на Кольно. 10-я дивизия с боем заняла Целишки, но атакованная кавалерией противника с юга и пехотой с востока с большими потерями отошла к деревне Ленчик (совр. Лянчки), а затем три её полка перешли польско-германскую границу.
```
В остальных шести полках, имевших по 200 сабель в каждом, дух совершенно пал. 
— Г.Д. Гай. На Варшаву! Действия 3 конного корпуса на Западном фронте. Июль-август 1920 г.
```

В 9:30 корпус продолжил движение на Кольно и в трёх верстах от деревни Леман встретил польскую пехоту (две роты 2-го батальона Ковенского полка 15-й пехотной дивизии). Так как с запада подходили части противника и был занят Ленчик, последовала атака 15-й дивизии в конном и пешем строю на польскую пехоту с целью пробиться на Кольно. В результате было уничтожено 400 человек противника
(по польским данным из 53 попавших в плен 45 было зарублено). От пленных командование корпуса узнало, что у Кольно путь прегражден частями 14-й и 15-й пехотных дивизий.
Части корпуса начали с боем продвигаться дальше, но встретив у деревни Птаки поляков (части 14-й пехотной дивизии), укрепившихся на восточном берегу реки Писа, свернули влево в направлении деревни Винценты.
```
Несмотря на усиленный надзор, полки редели с каждым часом, переходя целыми сотнями границу. 
— Г.Д. Гай. На Варшаву! Действия 3 конного корпуса на Западном фронте. Июль-август 1920 г.
```

У Винцент остатки корпуса столкнулись с укрепившимся противником (две роты), занимавшим восточный берег реки. На военном совете было принято решение пробиваться, и после 18 часов начались атаки в пешем строю, продолжавшиеся два часа. У деревни Козел поляки отбили три атаки, не допустив советские подразделения к реке. У Винцент поляки перешли в контратаку, но контратакой и артогнём были отогнаны за реку. После неудачи прорыва начался массовый переход границы красноармейцами.
26 августа, в 5 часов утра, последние подразделения корпуса вместе с комкором организованно, с развёрнутыми знамёнами под звуки труб оркестра, исполнявшего «Интернационал», под обстрелом артиллерии противника перешли границу и интернировались на территории Германии.